# 小胡济河
小胡济河（俄语：Река Малая Хузи）是萨哈林州斯米尔内赫区的河流，长32公里，流域面积129平方公里，注入鄂霍次克海。

## 引用
1. ↑  М·Г·瓦西科夫斯基. . 列宁格勒: 气象出版社. 1973 （俄语）.
2. ↑  . Verumwiki.   [2024-01-01]. （原始内容存档于2024-01-01） （俄语）.